# Peter Jaffe
James Peter Jaffe (* 22. November 1913 in London; † 20. August 1982 in Orange, Vereinigte Staaten) war ein britischer Segler.

## Erfolge
Peter Jaffe nahm an den Olympischen Spielen 1932 in Los Angeles mit Colin Ratsey in der Bootsklasse Star teil. Sie belegten in ihrem Boot Joy mit 35 Gesamtpunkten hinter Gilbert Gray und Andrew Libano aus den Vereinigten Staaten sowie vor den Schweden Gunnar Asther und Daniel Sundén-Cullberg den zweiten Platz und sicherten sich damit die Silbermedaille.